# 마희성
마희성(馬希聲, 898년 ~ 932년 8월 15일(음력 7월 11일))은 오대십국시대의 초의 제2대 국왕(재위：930년 ~ 932년). 시호는 형양왕(衡陽王). 마은의 둘째 아들이다.
930년 마은이 죽자, 그의 20명 이상의 아들 사이에서 계승권 다툼이 일어났다. 결국 차남 마희성(馬希聲)이 즉위했으나 원래부터 암우(暗愚)하다는 말이 있었고, 그 평판대로 내정을 소홀히하고, 사치를 부리다 타국의 책략에 휘말려 신하를 죽이는 등의 악정을 펼쳤다.
932년 마희성이 죽고 마은의 5남 마희범(馬希範)이 뒤를 계승했다.
| 전임 무목왕 마은 | 제2대 초왕 930년 ~ 932년 | 후임 문소왕 마희범 |